# Список тисячоліть
|  | Службовий список статей, створений для координації робіт з розвитку теми. Це попередження не встановлюється на інформаційні списки і глосарії. |

В цій статті представлений список тисячоліть від 10-го тисячоліття до н. е. до 10 тисячоліття н. е., з внутрішніми посиланнями на відповідні статті з більш детальною інформацією.

## Минуле

### До нашої ери
- 10-те тисячоліття до н. е.
- 9-те тисячоліття до н. е.
- 8-ме тисячоліття до н. е.
- 7-ме тисячоліття до н. е.
- 6-те тисячоліття до н. е.
- 5-те тисячоліття до н. е.
- 4-те тисячоліття до н. е.
- 3-тє тисячоліття до н. е.
- 2-ге тисячоліття до н. е.
- 1-ше тисячоліття до н. е.

### Нашої ери
- 1-ше тисячоліття
- 2-ге тисячоліття

## Майбутнє
- 3-тє тисячоліття (теперішнє)
- 4-те тисячоліття
- 5-те тисячоліття
- 6-те тисячоліття
- 7-ме тисячоліття
- 8-ме тисячоліття
- 9-те тисячоліття
- 10-те тисячоліття